# Аподака
Аподака (исп. Apodaca) — город и муниципалитет в мексиканской провинции Нуэво-Леон. Входит в городскую агломерацию Монтеррея. Третий по величине город провинции после Монтеррея и Гуадалупе. Аподака также является крупным промышленным центром и одним из наиболее динамично развивающихся городов провинции. По состоянию на 2005 год население города составляло 393 195 человек, муниципалитета - 418 784 человека.
Название города происходит от имени Сальвадора Ападаки, епископа Линареса, родившегося в Гвадалахаре в 1769 году.
В Аподаке находятся два аэропорта. Международный аэропорт имени генерала Мариано Эскобедо является четвёртым по пассажирообороту в стране и десятым в Латинской Америке. Это основной аэропорт, обслуживающий монтеррейскую агломерацию. Кроме того, имеется Международный аэропорт Дель Норте. На территории  аэропорта имени Эскобедо расположена штаб-квартира мексиканской низкобюджетной компании VivaAerobus.